# 黎城文庙大成殿
黎城文庙大成殿，位于山西省长治市黎城县黎侯镇大南街第三中学校园内，是一处山西省文物保护单位。
2021年8月4日，黎城文庙大成殿公布为第六批山西省文物保护单位，年代为明，古建筑类，编号6-180。